# 冨田賢 (実業家)
冨田 賢（とみた さとし、1973年10月13日 - ）は、日本の実業家、経営コンサルタント、ベンチャーキャピタリスト。
株式会社TCコンサルティング 代表取締役社長。慶應義塾大学・博士（政策・メディア）。元・立教大学大学院教授（特任）。元・カリフォルニア大学サンディエゴ校・客員研究員。

## 経歴・人物
石川県白山市（旧:鶴来町）出身。金沢大学附属中学校・高等学校、慶應義塾大学総合政策学部卒業、京都大学大学院経済学研究科修士課程修了、慶應義塾大学大学院政策・メディア研究科後期博士課程修了（武藤佳恭教授が指導教員）。博士号（Ph.D.）取得。
大学卒業後、ブラウン・ブラザーズ・ハリマン社にて勤務（東京駐在員事務所・米国株式投資調査チーム）。その後、1999年にフューチャーベンチャーキャピタルの立ち上げに参画する。2年半で、同社の株式上場(IPO)を達成する。多くのベンチャー企業に投資をし、投資先数社の株式上場(IPO)も達成する。
新設の大阪市立大学大学院創造都市研究科・アントレプレナーシップ研究科の専任講師に就任(2003年)。修士課程及び博士後期課程にて、ベンチャーキャピタル論やベンチャーファイナンス論、事業計画書作成指導を担当。初代・分野代表。
その後、住友信託銀行の受託運用部門にて、欧米PEファンドや不動産証券化プロダクト、VCファンドへの投資担当(ゲートキーパー)を経て、2008年ティーコネクション・ホールディングス代表取締役社長に就任。2012年に組織再編に伴い社名を変更し、株式会社TCコンサルティング　代表取締役社長に就任。
約10年で、200社以上の新規事業立ち上げやアライアンスなどのコンサルティングに取り組む。上場企業のコンサルティングも多数実施。現在も、経営コンサルティングに力を入れている。また、コーポレート・ベンチャーキャピタル・ファンド（CVCファンド）を、東証1部上場企業から、複数本、受託運用している。米国、シンガポール、豪州、日本のスタートアップに投資。
本業の傍ら、2017年度～2019年度、立教大学大学院ビジネスデザイン研究科（経営大学院）教授（特任）を務める。ベンチャー金融論、ベンチャー企業論、アライアンス戦略論、テクノロジー＆ストラテジー、ビジネス・シミュレーション、ゼミ等を担当。同講義の受講生にはマーケティング・ライターの牛窪恵がいる。また、日経ビジネス主催のセミナー等で新規事業・アライアンスの分野において講師を務める。
国際学会での学会発表や国際学術ジャーナルへの論文投稿を行った実績を有している。過去に2回、国際学会でアワードをアライアンスの数理モデル研究等で受賞している。
上海交通大学での在外研究やカリフォルニア大学サンディエゴ校（UCサンディエゴ）・客員研究員も兼務した経験を有している。

## 著書

### 単著
- 『アライアンス思考 CVCによるスタートアップとの提携』（日本ビジネス出版、2022年）
- 『新規事業のためのCVC活用の教科書 オープン・イノベーションの実践ツール』（総合法令出版、2020年）
- 『IoT時代のアライアンス戦略 人工知能の進化とマッチング数理モデルの提案』（白桃書房、2017年）
- 『世界のエリートが教えるちょっとした仕事の心がけ』（マイナビ新書、2015年）
- 『新規事業立ち上げの教科書 ビジネスリーダーが身につけるべき最強スキル』（総合法令出版、2014年）
- 『これから10年活躍するための新規開拓営業の教科書』（総合法令出版、2012年）

### 共著
- 『挑戦 起業家育成への道』（日刊工業新聞社、2004年）

### 訳書
- 『ベンチャーキャピタル・サイクル　〜ファンド設立から投資回収までの本質的理解』（シュプリンガーフェアラーク東京、2002年）

### 調査報告書
- 『マルチメディア起業家教育システム報告書 〜第1章　日本におけるベンチャービジネスーケーススタディから学ぶベンチャー教育の教訓（作成/吉田和男・冨田賢）』（経済産業省、2000年）[12]